# 피멜레이카펠락 하프나르피외르뒤르
핌레이카비엘라흐 하프나르피외르뒤르(아이슬란드어: Fimleikafélag Hafnarfjarðar; FH)는 아이슬란드의 축구 클럽이다. 연고지인 하프나르피외르뒤르는 섬의 남동쪽에 위치해 있으며 수도인 레이캬비크에서 10km 정도 떨어져 있다.

## 역대 성적
- 아이슬란드 리그 우승 : 3

2004, 2005, 2006
- 아이슬란드 컵 우승 : 1

2007
- 아이슬란드 리그컵 우승 : 4

2002, 2004, 2006, 2007
- 아이슬란드 슈퍼컵 우승 : 3

2004, 2006, 2007

## 유럽 대회 성적
| 시즌    | 대회              | 라운드    | 국가         | 클럽                   | 점수     |
| ------- | ----------------- | --------- | ------------ | ---------------------- | -------- |
| 1990-91 | UEFA컵            | 1회전     | 스코틀랜드   | 던디 유나이티드        | 1-3, 2-2 |
| 1994-95 | UEFA컵            | 예선전    | 북아일랜드   | 린필드                 | 1-0, 1-3 |
| 1995-96 | UEFA컵            | 예선전    | 북아일랜드   | 글레너번               | 0-0, 0-1 |
| 2002-03 | UEFA 인터토토컵   | 1회전     | 북마케도니아 | 체멘타르니카 55 스코페 | 1-3, 2-1 |
|         |                   | 2회전     | 스페인       | 비야레알               | 0-2, 2-2 |
| 2004-05 | UEFA컵            | 예선1회전 | 웨일스       | 해버퍼드웨스트 카운티  | 1-0, 3-1 |
|         |                   | 예선2회전 | 스코틀랜드   | 던펌린 애슬레틱        | 2-2, 2-1 |
|         |                   | 1회전     | 독일         | 알레마니아 아헨        | 1-5, 0-0 |
| 2005-06 | UEFA 챔피언스리그 | 예선1회전 | 아제르바이잔 | 네프치 바쿠            | 0-2, 1-2 |
| 2006-07 | UEFA 챔피언스리그 | 예선1회전 | 아제르바이잔 | TVMK 탈린              | 3-2, 1-1 |
|         |                   | 예선2회전 | 폴란드       | 레기아 바르샤바        | 0-1, 0-2 |
| 2007-08 | UEFA 챔피언스리그 | 예선1회전 | 페로 제도    | HB 토르스하운          | 4-1, 0-0 |
|         |                   | 예선2회전 | 벨라루스     | BATE                   | 1-3, 1-1 |
| 2008-09 | UEFA컵            | 예선1회전 | 룩셈부르크   | 그레벤마허             | 3-2, 5-1 |
|         |                   | 예선2회전 | 잉글랜드     | 애스턴 빌라            | 1-4, 1-1 |
| 2009-10 | UEFA 챔피언스리그 | 예선1회전 | 카자흐스탄   | 악퇴베                 | 0-4, 0-2 |

## 선수 명단

### 현역
- 에게르트 욘손(2020 ~ )
- 군나르 닐센(2015 ~ )